# Bangaly Fofana
Bangaly Fofana (Parigi, 3 giugno 1989) è un cestista francese.

## Palmarès
- Campionato francese: 1

ASVEL: 2008-2009
- Coppa di Francia: 1

Strasburgo: 2014-2015
- Semaine des As - Leaders Cup: 4

ASVEL: 2010
Strasburgo: 2015
Monaco: 2017, 2018
- Match des Champions: 2

ASVEL: 2009
Strasburgo: 2015